# Хубулава, Геннадий Григорьевич
Геннадий Григорьевич Хубулава (род. 4 сентября 1960 года, Тбилиси, ГрССР, СССР) — российский учёный-кардиолог, доктор медицинских наук (1994), профессор (1998), член-корреспондент РАМН (2012), академик РАН (2016). Полковник медицинской службы.

## Биография
Родился 4 сентября 1960 года в Зугдиди.
В 1984 году — окончил с красным дипломом 3-й факультет (факультет подготовки врачей для ВВС) Военно-медицинской академии имени С. М. Кирова, где в дальнейшем прошел адъюнктуру на кафедре госпитальной хирургии ВМедА (начальник — профессор Лыткин М. И.). В 1991 году перешёл на кафедру сердечно-сосудистой хирургии им. П. А. Куприянова, где прошел путь от старшего ординатора до начальника этой кафедры (с 2000 года), ныне — 1 кафедра хирургии усовершенствования врачей.
В 1990 году защитил кандидатскую диссертацию на тему «Прогностическое значение показателей центральной гемодинамики и сократительные способности миокарда при хирургическом лечении инфекционного миокардита», а в 1994 году — докторскую диссертацию на тему «Хирургическое лечение инфекционного эндокардита правых камер сердца».
C 2000 года являлся главным кардиохирургом Санкт-Петербурга и Северо-Западного федерального округа.
В 2011 году — избран членом-корреспондентом РАМН.
В 2014 году — стал членом-корреспондентом РАН (в рамках присоединения РАМН и РАСХН к РАН).
В 2016 году — избран академиком РАН (Отделение медицинских наук РАН).

## Научная деятельность
Ведет исследования в области проблем хирургии сердца и сосудов.
Автор и соавтор более 700 научных работ, 16 монографий и учебных пособий.
Под его руководством выполнено 40 кандидатских, 11 докторских диссертаций.

## Награды
- Орден Почёта (1999)
- Государственная премия Российской Федерации (в составе группы, за 2000 год) — за цикл работ «Гнойно-септическая кардиохирургия»[2]
- заслуженный врач Российской Федерации
- премия Правительства Санкт-Петербурга за выдающиеся научные результаты в области науки и техники в 2022 году, номинация физиология и медицина — премия имени И. П. Павлова. «За выдающиеся научные достижения в области реконструктивной хирургии клапанов сердца и неотложной кардиохирургии острого аортального синдрома». Постановление Правительства Санкт-Петербурга от 20.05.2022 № 434.